# Triaenodes uvidus
Triaenodes uvidus är en nattsländeart som beskrevs av Arturs Neboiss och Wells 1998. Triaenodes uvidus ingår i släktet Triaenodes och familjen långhornssländor. Inga underarter finns listade i Catalogue of Life.